# Course en ligne féminine aux championnats du monde de cyclisme sur route 1978
Navigation
1977 1979
La course en ligne féminine aux championnats du monde de cyclisme sur route 1978 a lieu le 22 août 1978 à Nürburgring en Allemagne. Cette édition est remportée par l'Allemande de l'Ouest Beate Habetz.

## Classement
|                                    | Coureuse                   | Pays                 |    | Temps          |
| ---------------------------------- | -------------------------- | -------------------- | -- | -------------- |
| Médaille d'or, Coupe du Monde      | Beate Habetz               | Allemagne de l'Ouest | en | 1 h 45 min 2 s |
| Médaille d'argent, Coupe du Monde  | Keetie van Oosten-Hage     | Pays-Bas             | +  |                |
| Médaille de bronze, Coupe du Monde | Emanuella Lorenzon         | Italie               |    |                |
| 4                                  | Minie Brinkhoff            | Pays-Bas             |    |                |
| 5                                  | Ritva Mykkänen             | Finlande             |    |                |
| 6                                  | Frieda Maes                | Belgique             |    |                |
| 7                                  | Rossella Galbiati          | Italie               |    |                |
| 8                                  | Galina Tsareva             | Union soviétique     |    |                |
| 9                                  | Beth Heiden                | États-Unis           |    |                |
| 10                                 | Bella Van der Spiegel-Hage | Pays-Bas             |    |                |
| 11                                 | Brenda Atkinson            | Royaume-Uni          |    |                |
| 12                                 | Morena Tartagni            | Italie               |    |                |
| 13                                 | Connie Carpenter           | États-Unis           |    |                |
| 14                                 | Josiane Bost               | France               |    |                |
| 15                                 | Luigina Bissoli            | Italie               |    |                |
| 16                                 | Colette Savary-Davaine     | France               |    |                |
| 17                                 | Asta Forsell               | Finlande             |    |                |
| 18                                 | Jenny De Smet              | Belgique             |    |                |
| 19                                 | Tamara Garkuchina          | Union soviétique     |    |                |
| 20                                 | Marie-Josée Fontaine       | Belgique             |    |                |
| 21                                 | Carolyn Peterson           | États-Unis           |    |                |
| 22                                 | Emanuela Menuzzo           | Italie               |    |                |
| 23                                 | Karen Strong               | Canada               |    |                |
| 24                                 | Uta Rathmann               | Allemagne            |    |                |
| 25                                 | Tuulikki Jahre             | Suède                |    |                |
| 26                                 | Jolanda Kalt               | Suisse               |    |                |
| 27                                 | May-Britt Nilsen           | Norvège              |    |                |
| 28                                 | Maria Herrijgers           | Belgique             |    |                |
| 29                                 | Anne Riemersma             | Pays-Bas             |    |                |
| 30                                 | Unni Larsen                | Norvège              |    |                |
| 31                                 | Anna-Karin Johansson       | Suède                |    |                |
| 32                                 | Petra De Bruin             | Pays-Bas             |    |                |
| 33                                 | Anita Loosli               | Suisse               |    |                |
| 34                                 | Élisabeth Camus            | France               |    |                |
| 35                                 | Nicole Vandenbroeck        | Belgique             |    |                |
| 36                                 | Nathalie Diart             | France               |    |                |
| 37                                 | Annie Barjou               | France               |    |                |

|                      | Coureuse              | Pays        |  | Temps |
| -------------------- | --------------------- | ----------- |  | ----- |
| Autres compétitrices |                       |             |  |       |
| 39                   | Elisabeth Davis       | États-Unis  |  |       |
| 41                   | Truus van der Plaat   | Pays-Bas    |  |       |
| 43                   | Margaret Thompson     | Royaume-Uni |  |       |
| 45                   | Adalberta Marcuccetti | Italie      |  |       |
| 46                   | Christiane Goeminne   | Belgique    |  |       |
| 47                   | Arlette Lacan         | France      |  |       |
| 49                   | Nina Søbye            | Norvège     |  |       |
| 52                   | Kristina Ranudd       | Suède       |  |       |